# Amazonas (mitología)

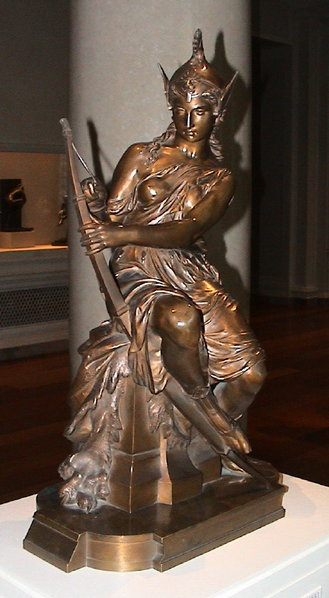
Amazona preparándose para la batalla, por Pierre-Eugène-Emile Hébert (1882, Galería Nacional de Arte de Washington).

Las amazonas (en griego antiguo: ᾽Αμαζόνες, singular Ἀμαζών [Amazōn]) eran, según la mitología clásica, gente de un antiguo pueblo conformado y gobernado íntegramente por mujeres guerreras.
En la cultura griega, las amazonas aparecen invariablemente como antagonistas de los griegos. Los relatos mitológicos frecuentemente narran los enfrentamientos entre los héroes griegos y las reinas amazonas, por ejemplo el duelo de Aquiles contra Pentesilea en la guerra de Troya, o el combate de Hércules contra Hipólita, hermana de la anterior, como parte de uno de sus doce trabajos. En la escultura, las amazonas eran representadas batallando con guerreros griegos en amazonomaquias (peleas entre amazonas y hombres), o heridas como producto de dicho encuentro.
El historiador griego Heródoto las situaba en una región fronteriza con Escitia en Sarmacia, aunque la tradición posterior, las ubicó en Asia Menor. Diodoro relata la historia de Heracles derrotando a las amazonas en Temiscira. Filóstrato las ubica en los montes Tauro, Amiano al este del río Tanais, como vecinas de los alanos, y Procopio en el Cáucaso. Durante la antigüedad tardía las amazonas fueron asociadas con varios pueblos históricos y en la conquista de América fueron imaginadas en el nuevo continente. A principios de la Edad Moderna, el término pasó a aludir a las mujeres guerreras en general.
Los antiguos griegos no dudan de la existencia de estas guerreras y las situaban en los territorios circundantes del mar Negro, pero en la actualidad se cuestiona su existencia, incluso se desmiente. Sin embargo, estas mujeres no fueron solo fruto del imaginario griego, sino que hay una realidad histórica detrás. En las estepas euroasiáticas existieron tribus nómadas en las que las mujeres podían incluirse en el ejercicio de la caza y por lo tanto, ser poseedoras de armas y conocedoras de técnicas guerreras. Como muestra de ello se han encontrado tumbas de mujeres con heridas de guerra y enterradas junto con sus armas con las que batallaron.

## Etimología
El término deriva probablemente de un etnónimo iraní, *ha-mazan-, ‘guerreros’. Una palabra relacionada, probablemente sea la glosa de Hesiquio ἁμαζακάραν· πολεμεῖν. Πέρσαι (hamazakaran, ‘hacer la guerra [persa]’, que incluye la raíz indo-iraní kar-, ‘hacer’, presente también en kar-ma). Una explicación alternativa es que procede del protoindoeuropeo *ṇ-mṇ-gw-jon-es "sin hombres, sin maridos", pero esta explicación es considerada improbable por Hjalmar Frisk. Los eruditos del siglo XIX vincularon también este término con el etnónimo amazig.
Entre los griegos clásicos, se explicaba la palabra mediante una etimología popular, una explicación lógica para los no eruditos. Entendida como palabra griega (que no es), procedería del prefijo a–, 'sin' lo que sigue (ateo 'sin dios', amorfo 'sin forma', asimétrico 'sin simetría') + mazos ("pecho"), inventándose una leyenda según la cual estas guerreras feroces se cortaban o quemaban el pecho derecho, quedándose amazos, sin el pecho, para poder usar el arco con más libertad y arrojar lanzas sin la limitación y obstrucción física. No han existido nunca. Pero trasladado al Nuevo Mundo, se sugería que allí habitaban mujeres así; amazonas textualmente es 'lugares donde viven las mujeres sin pecho'.
No hay indicios de esta práctica en obras de arte, en las que las amazonas siempre son representadas con ambos pechos, aunque con el derecho frecuentemente cubierto. En realidad, los pechos no representan ningún inconveniente para el tiro con arco.

## En la mitología griega

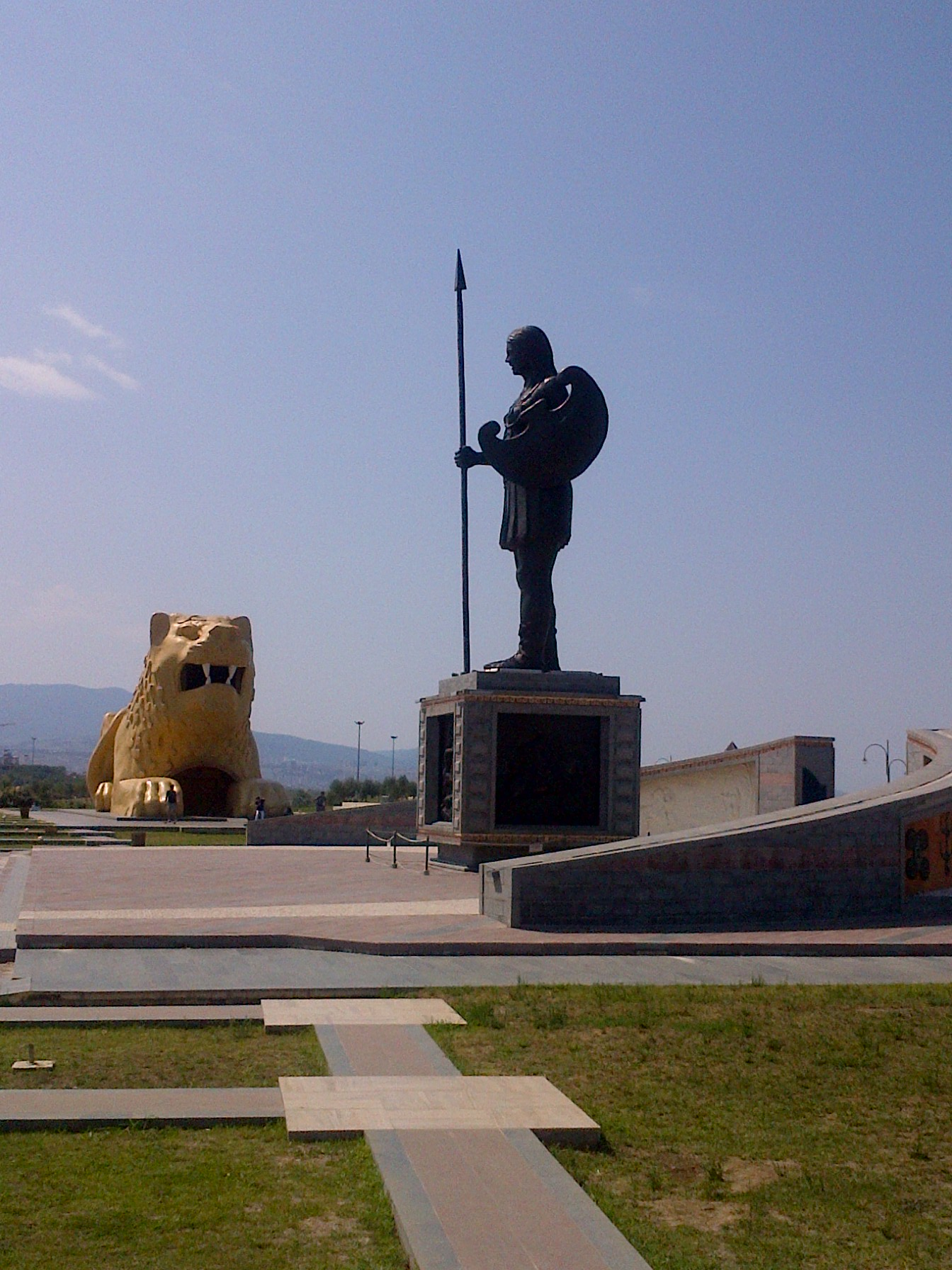
Monumento a las Amazonas en Samsun, Turquía.

La mitología griega asigna en general como padres de las amazonas a Ares, dios de la guerra, y la ninfa Harmonía.

«Pues las amazonas, que poblaban la llanura de Deante, no eran muy acogedoras ni respetuosas de las leyes, sino que les ocupaba la deplorable violencia y las obras de Ares; pues en efecto eran de la estirpe de Ares y de la ninfa Harmonía, la cual le alumbró a Ares unas hijas belicosas, tras compartir su lecho en los valles del bosque de Acmón».

De todas las amazonas se dice especialmente que Ares fue padre de Hipólita, Pentesilea, Antíope  y Otrera.  Pero la versión más común dice que Otrera no era hija de Ares sino que era su consorte.
Se decía que las amazonas habían vivido en Terma (en la actual Región del Mar Negro de Turquía), cerca de la costa del mar Negro (Ponto Euxino), donde formaron un reino independiente bajo el gobierno de la reina Hipólita (la que deja sueltos sus caballos). Se suponía que habían fundado muchas ciudades, entre ellas Esmirna, Éfeso, Sinope y Pafos.
Según el dramaturgo Esquilo, en un pasado lejano habían vivido en Escitia, en el Palus Maeotis (‘Laguna Meótide’, el mar de Azov), pero luego se trasladaron a Temiscira, al Termodonte (el río Terme, al norte de Turquía). Heródoto las llamó Andróctonas (‘asesinas de varones’) y afirmaba que en lengua escita eran llamadas Oiorpata, que habría tenido este significado. Mientras que, en la Ilíada, se nombra a las amazonas como Antianiras (las que luchan como varones).
En algunas versiones del mito, ningún varón tenía permiso para mantener relaciones sexuales o residir en el país de las amazonas; sin embargo, una vez al año, para evitar la extinción de su raza, éstas visitaban a los gargarios, una tribu vecina. Los niños varones que resultaban de estas visitas eran sacrificados, enviados de vuelta con sus padres o abandonados a su suerte; a los que se quedaban con ellas les amputaban un miembro o los dejaban ciegos para que fueran sus sirvientes. Las amazonas conservaban a las niñas, quienes eran criadas por sus madres y adiestradas en las labores del campo, la caza y el arte de la guerra.
Los máximos héroes de la mitología griega, Heracles, Belerofonte y Aquiles, incluso el dios Dioniso, tuvieron, en algún punto de sus aventuras, que enfrentarse con las amazonas e invariablemente las vencieron.
Uno de los trabajos impuestos a Heracles por Euristeo fue conseguir el cinturón de la reina amazona Hipólita. Para dicha tarea, le acompañó su amigo Teseo, quien raptó a la princesa Antíope, hermana de Hipólita, un incidente que llevó a la invasión del Ática en represalia, donde Antíope pereció luchando junto a Teseo. En algunas versiones, sin embargo, Teseo se casaba con Hipólita y en otras lo hacía con Antíope, quien no moría. La batalla entre los atenienses y las amazonas se conmemora con frecuencia en un género artístico completo, la amazonomaquia, en bajorrelieves de mármol como el del Partenón o las esculturas como las del mausoleo de Halicarnaso.
Cuando las amazonas invadieron Licia, Yóbates, el rey de este país, envía a Belerofonte con la esperanza de que encontrase la muerte a manos de las mujeres guerreras. Sin embargo, Belerofonte, que montaba el caballo alado Pegaso, resulta triunfador.

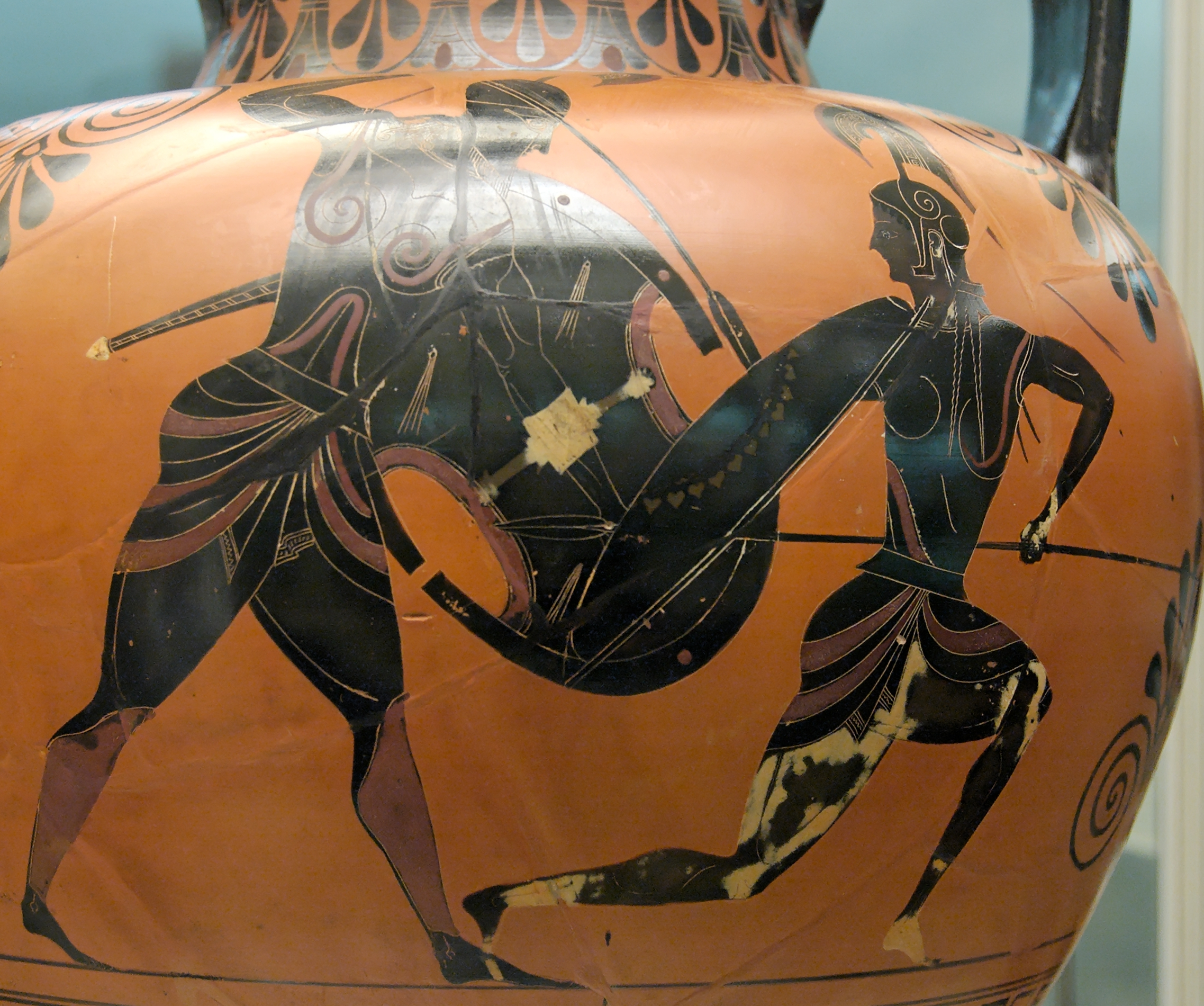
Ánfora griega antigua que representa la lucha entre Aquiles y Pentesilea

El poema perdido Etiópida narra la participación breve de las amazonas durante la Guerra de Troya. Los aqueos llevaban diez años sitiando la ciudad y su principal guerrero, Aquiles, había matado a Héctor, el héroe de los troyanos. Bajo el mando de su reina Pentesilea «tracia de nacimiento», las amazonas desafían a los aqueos. Sin embargo, Aquiles mata a Pentesilea en combate y las amazonas se retiran derrotadas. El episodio también es referido brevemente por dos autores latinos posteriores: el poeta Virgilio y el historiador Marco Juniano Justino.
En la mitología griega abundan las incursiones militares de las amazonas. En la Ilíada, Homero cuenta que atacaron a los frigios, que fueron ayudados por un joven Príamo, rey de Troya. También se decía que las amazonas emprendieron una expedición militar contra la isla de Leuce, en la desembocadura del Danubio, donde las cenizas de Aquiles habían sido depositadas por Tetis. El fantasma del héroe muerto se apareció aterrorizando a los caballos, que tiraron y pisotearon a las invasoras, obligándolas a retirarse. Según Diodoro, la reina amazona Mirina venció a los atlantes y a las gorgonas, pero en este relato sitúa en Libia la zona donde vivían las amazonas. La tumba de esta reina se menciona en la Ilíada. Se dice que Pompeyo las encontró en el ejército de Mitrídates.
La caracterización por parte del escritor romano Virgilio de la doncella guerrera volsca Camila en la Eneida toma mucho prestado del mito de las amazonas.

### Nombres de amazonas

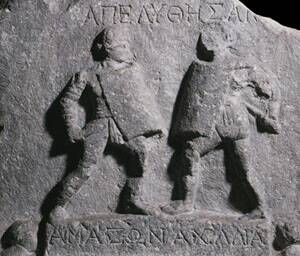
Dos gladiadoras con sus nombres: AMAZONIA y AQUILEA.

Hay varias relaciones de nombres de las amazonas. Quinto de Esmirna enumera las guerreras asistentes de Pentesilea: «Clonia estaba allí, Polemusa, Derínoe, Evandra, y Antandra, y Bremusa, Hipótoa, Armótoa la de ojos oscuros, Alcibia, Derimaquea, Antíbrote, Termodosa disfrutando con la lanza.»
Higino enumera a Ocíale, Dioxipe, Ifínome, Jante, Hipótoe, Otrera, Antíoque, Laómaque, Glauce, Ágave, Teseida, Hipólita, Clímene, Polidora y Pentesilea.
Diodoro Sículo relata el mito de la expedición de Heracles contra las amazonas tras haber recibido la orden de conseguir el cinturón de Hipólita y enumera a las amazonas más destacadas que lucharon contra él: Aela, Filípide, Prótoe, Eribea, Celeno, Euribia, Febe, Deyanira, Asteria, Marpe, Tecmesa y Alcipe, antes de tomar cautiva a Melanipe para conseguir a cambio de su liberación el cinturón de Hipólita.
Los nombres de amazonas mencionadas por autores clásicos incluyen:
- Antianira, que sucedió a Pentesilea como reina de las amazonas. Es conocida por ordenar que mutilaran a los varones cuando nacían pues ella decía que «los lisiados eran mejores haciendo el amor».[27]
- Antíope, reina amazona raptada por Teseo que provocó la invasión del Ática por el ejército amazónico.[28]
- Cime, la amazona que habría dado nombre a una ciudad de Eólida de su mismo nombre.[29][30]
- Cleta, nodriza de Pentesilea. Su barco fue alejado de su curso por el viento y llegó a Italia, donde fundó la ciudad de Clete.
- Esfinge, según una versión, era la esposa de Cadmo. Cadmo llegó a Tebas, mató a Dracón y se apoderó del reino. Después tomó a la hermana de Dracón, que se llamaba Harmonía y Esfinge conspiró contra Cadmo.[31]
- Esmirna, amazona que fundó la ciudad de Éfeso.[32]
- Hipólita, la reina amazona que poseía un cinturón mágico que le había dado su padre, Ares. Fue muerta por Heracles.[33]
- Lampedo, reina amazona tras la muerte de Lisipe. Gobernó juntó a su hermana Marpesia.[34]
- Lisipe, la reina amazona que fundó la gran ciudad de Temiscira y estableció numerosos preceptos para sus guerreras.
- Marpesia, reina amazona tras la muerte de Lisipe. Gobernó juntó a su hermana Lampedo.[34]
- Melanipa o Menalipe, hermana de Hipólita. Heracles la secuestró y exigió el cinturón de Hipólita a cambio de su libertad. Ésta accedió y Heracles la liberó.[26]
- Mirina, reina amazona nombrada por Homero.[35] Según otras fuentes, conquistó el territorio de los atlantes, Libia y derrotó al ejército de las Gorgonas.[36]
- Molpadia, una de las amazonas que combatió a los atenienses, y que mató a Antíope, pero luego murió a manos de Teseo.[37]
- Oritía, reina de las amazonas que sucedió a Marpesia.[34]
- Otrera, consorte de Ares y madre de Hipólita y Pentesilea.[38]
- Pantariste, bajo el mando de Hipólita, mató a Timiades en la batalla entre las Amazonas y las tropas de Heracles.
- Pentesilea, reina amazona que en realizó numerosas hazañas durante la Guerra de Troya hasta que fue muerta por Aquiles. Plinio el viejo le acredita la invención del hacha de guerra.[39] En relación con ella, en el Museo Metropolitano de Nueva York se conserva un fragmento de un relieve de terracota procedente del Ática del siglo VI a. C. donde se representa a Aquiles y a un guerrero caído junto a la inscripción del nombre «Ainia» o «Airia». Si fuera el nombre de una amazona, únicamente se conocería por este fragmento, por lo que suele identificarse a esta con Pentesilea.[40][41]
- Pitane, fundadora de una ciudad en Eólida de su mismo nombre.[30]
- Priene, a quien se atribuía la fundación de una ciudad en Asia Menor de su mismo nombre.[30]
- Sisirbe, amazona por la que algunos de los efesios eran llamados sisirbitas.[32]
- Talestris o Talestria, una reina de las amazonas que tuvo encuentros amorosos con Alejandro Magno.[42]

Además, una mujer llamada Helena, hija de Títiro, desafió a Aquiles en un combate singular y llegó a herirlo en la cabeza aunque finalmente fue ella la que murió en el combate, pero no es seguro que se tratara de una amazona.

### Culto heroico
De acuerdo con fuentes antiguas (el Teseo de Plutarco y Pausanias), las tumbas de amazonas podían encontrarse frecuentemente por todo lo que entonces se conocía como mundo griego. Algunas se hallan en Megara, Atenas, Queronea, Calcis, Escotusa en Tesalia y Cinoscéfalas, habiendo también estatuas de las amazonas por toda Grecia. Tanto en Calcis como en Atenas Plutarco cuenta que había un amazoneum o altar de las amazonas, lo que implicaba la presencia tanto de tumbas como de un culto. El día anterior a las Teseas se ofrecían en Atenas sacrificios anuales a las amazonas. En época histórica las doncellas griegas de Éfeso ejecutaban una danza circular anual con armas y escudos, que había sido establecida por Hipólita y sus amazonas. Inicialmente había erigido estatuas de madera de Artemisa, un bretas.

### En el arte

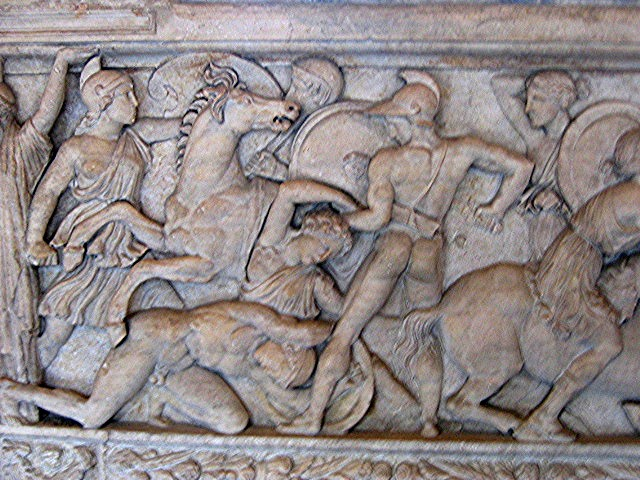
Amazonomaquia (lucha entre griegos y Amazonas), relieve de un sarcófago (c. 180), hallado en Tesalónica (1836).

Las amazonas aparecen en el arte griego del período arcaico, relacionadas con varias leyendas griegas. En las obras de arte, los combates entre amazonas y griegos se sitúan al mismo nivel y suelen ser asociados con los combates de griegos y centauros. La creencia en su existencia, si bien en un tiempo aceptada e introducida en la poesía y el arte nacionales, hizo necesario rodearlas tanto como fuera posible con la apariencia de seres no sobrenaturales.
Sus ocupaciones eran la caza y la guerra; sus armas, el arco, la lanza, el hacha, un escudo partido con la forma aproximada de una medialuna llamado pelta, y en el arte más antiguo un casco, cuyo modelo anterior a la cultura griega fue aparentemente la diosa Atenea. En el arte posterior se acercaron al modelo de Artemisa, que llevaba un vestido fino, sujeto por arriba para mayor rapidez; mientras que en vasijas pintadas posteriores su vestido es con frecuencia peculiarmente persa, es decir, pantalones ajustados y un sombrero alto llamado cidaris. Solían montar a caballo, aunque a veces iban a pie. La batalla entre Teseo y las Amazonas es un tema favorito en los frisos de los templos (por ejemplo, los relieves del friso del Templo de Apolo en Basas, actualmente en el Museo Británico) y en relieves de vasijas y sarcófagos. En Atenas se representaba en el escudo de la estatua de Atenea Pártenos y en murales en el Teseion y en el Stoa Poikile. También había tres tipos de estatuas de amazonas estándar.

## En la historiografía clásica y medieval

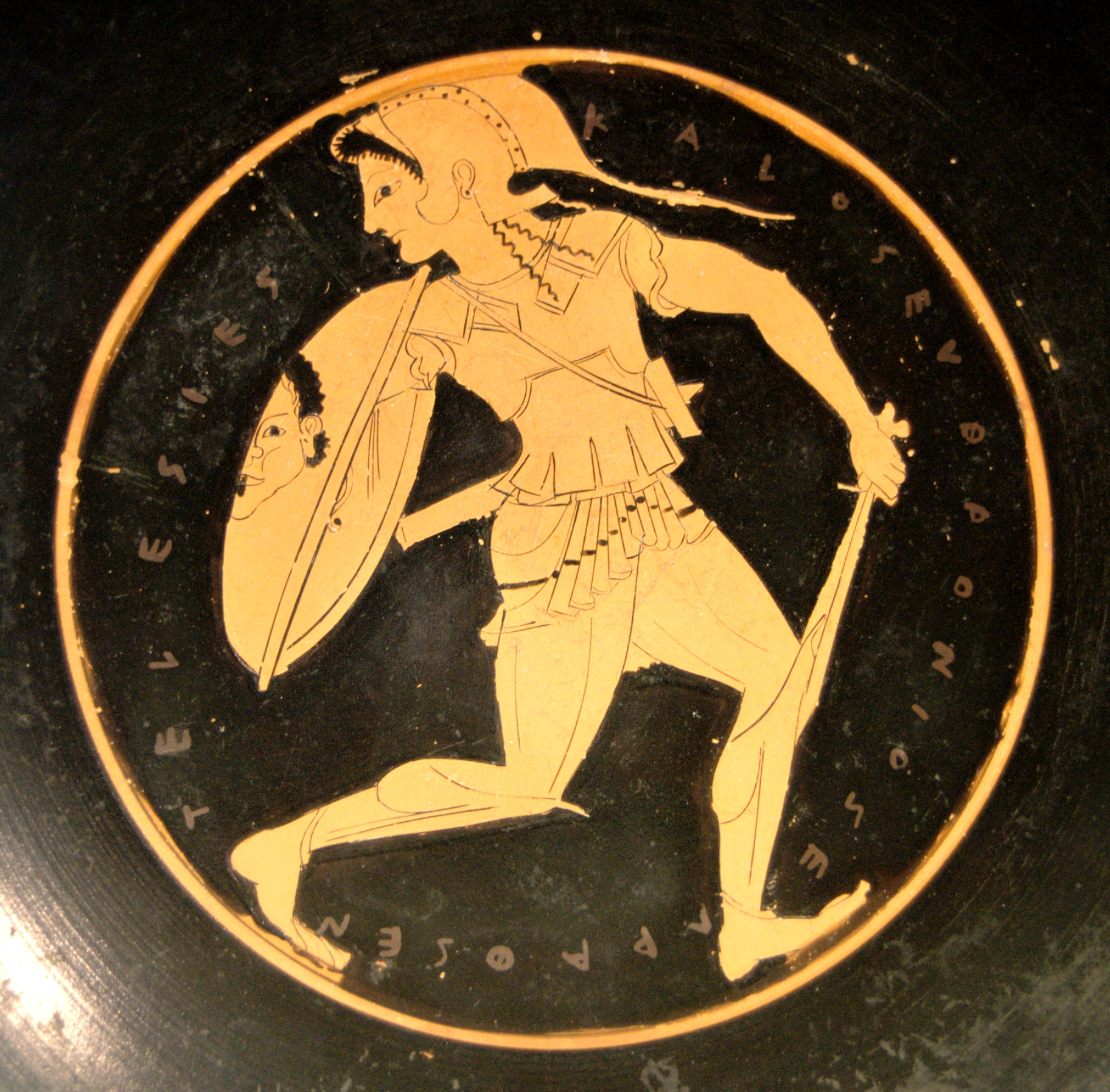
Tondo de un kílix antiguo, 510-550 a. .C. Representa una amazona huyendo

En general, los historiadores de cultura griega o latina aceptaron la existencia de las amazonas y las incluyeron en sus historias. Heródoto, el primer historiador, habla de las amazonas en sus Historias (Libro IV, CX-CXVI) a propósito del origen de los sármatas. Un grupo de amazonas fugitivas cruzó el lago Meótida (mar de Azov) y arribó a Escitia, cerca de la región de los acantilados (actual sureste de Crimea). Las recién llegadas adoptan un modo de vida nómada y se dedican a vivir de la caza, la pesca y el saqueo. Los habitantes de Escitia,no pudiendo soportar los ataques de las guerreras, envían a sus jóvenes a seducirlas, enseñarles la lengua escita e incorporarlas a su nación. Ellas acceden a contraer matrimonio con los mancebos, pero con la condición de mantener su modo de vida y de retirarse a vivir fuera de Escitia. Heródoto inserta el siguiente parlamento de las amazonas, en donde explican sus razones:

...a nosotras no nos es posible vivir en compañía de vuestras hembras, pues no tenemos la misma educación y crianza que ellas. Nosotras disparamos el arco, tiramos el dardo, montamos un caballo, y esas habilidades mujeriles de hilar el copo, enhebrar la aguja, atender a los cuidados domésticos, las ignoramos: vuestras mujeres, al contrario, nada saben de lo que sabemos nosotras, sino que sentadas en sus carros cubiertos hacen sus labores sin salir a caza ni ir a parte alguna.

Finalmente, según el mismo historiador, esta banda mixta se asentó más allá del río Tanais (hoy río Don) y su progenie fueron los sármatas, que lucharon luego con los escitas, sus parientes lejanos, contra el rey persa Darío I en el siglo V a. C.
Hipócrates las describe así: 

No tienen pechos derechos... pues cuando aún son bebés sus madres ponen al rojo un instrumento de bronce fabricado para este único fin y lo aplican al pecho derecho para cauterizarlo, de forma que su crecimiento se detiene, y toda su fuerza y volumen se desvía al hombro y el brazo derechos.
Sobre los aires, aguas y lugares, 17.

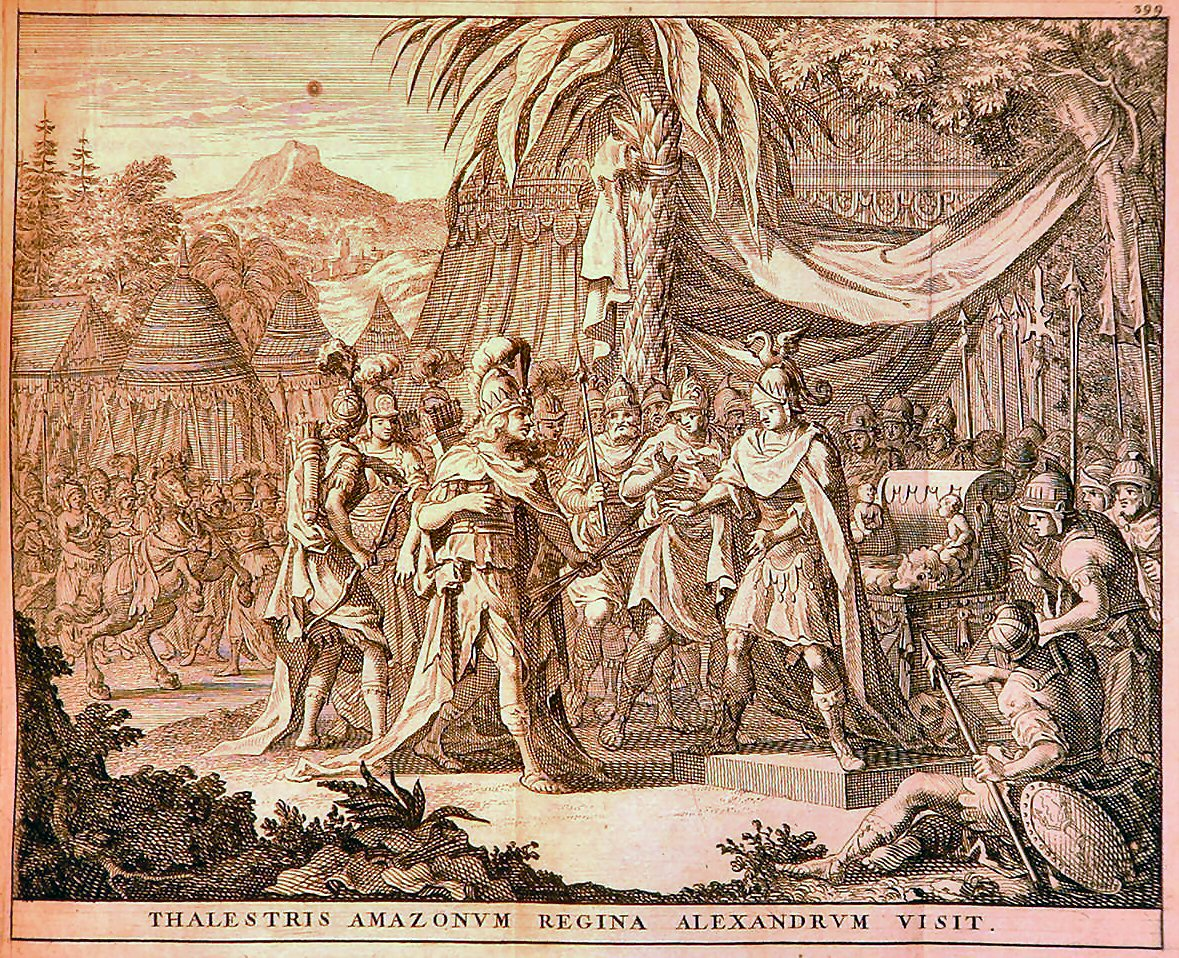
Talestris, reina de las amazonas, visita a Alejandro Magno (1696).

Algunos historiadores escribieron que cuando Alejandro Magno se encontraba conquistando los países asiáticos, recibió una fugaz visita de la reina amazona Talestris. Ésta, acompañada de un cortejo de 300 mujeres, había emprendido una marcha de 25 días con el objetivo de quedar embarazada de él.; sin embargo, otros biógrafos cuestionan esta afirmación, incluyendo a Plutarco. En sus escritos, este menciona un momento en que el segundo comandante naval de Alejandro, Onesícrito, estaba leyendo el pasaje sobre la amazona de su historia de Alejandro al rey Lisímaco de Tracia, que participó en la expedición original: el rey le sonrió y dijo «¿Y dónde estaba yo, entonces?»
Las amazonas desempeñaron un papel en la historiografía romana. En el curso de una discusión en el Senado Romano, César recordó la conquista de grandes partes de Asia por parte de las amazonas. Asaltos amazonas con éxito contra Licia y Cilicia contrarrestaron la eficaz resistencia de la caballería lidia contra los invasores. Pompeyo Trogo prestó una atención especialmente detallada a las amazonas. La historia de éstas como procedentes de una colonia capadocia de dos princesa escitas, Ylinos y Scolopetos, se debe a él.
Diodoro relata la historia de Hércules derrotando a las amazonas en Temiscira. Filóstrato las ubica en los montes Tauro, Amiano al este del río Tanais, como vecinas de los alanos, y Procopio en el Cáucaso.
Aunque Estrabón se muestra escéptico sobre su historicidad, en general las amazonas siguieron considerándose históricas durante la antigüedad tardía. Varios Padres de la Iglesia hablan de ellas como personas reales. Solino abraza la versión de Plinio el Viejo. Según Flavio Vopisco, bajo el imperio de Aureliano, las mujeres godas capturadas eran identificadas como amazonas. La versión de Marco Juniano Justino, un resumen de la Historia de Pompeyo Trogo, fue influyente, y fue usado como fuente por Orosio, que fue leído durante la Edad Media europea. Los autores medievales continuaron así la tradición de ubicar a las amazonas en el norte, situándolas Adán de Bremen en el mar Báltico y Pablo el Diácono en el corazón de Germania.

## En la literatura tardomedieval y renacentista
En el siglo XIII, Marco Polo mencionó en su famoso libro de viajes por Asia, la existencia de una isla habitada exclusivamente por mujeres, si bien no las llama amazonas ni las caracteriza como guerreras, replica algunos motivos del mito clásico:

En donde se habla de las islas llamada Varón y Mujer
La que se llama Varón está en alta mar, a 500 millas hacia el Mediodía (...) Pero en esta isla no viven las mujeres, ninguna, ni las casadas ni las solteras, sino que habitan en otra isla llamada la Mujer. Desde esta isla se van los maridos por tres meses: marzo, abril y mayo, para vivir con sus mujeres a la isla de la Mujer, y allí gozan de ellas. Y al cabo de los tres meses vuelven a esta isla y quedan trabajando los nueve meses restantes.
(...) De esta isla a la que habitan sus mujeres hay por lo menos 30 millas. Y por eso no viven con ellas todo el año, porque dicen que si hubieran de pasarlo todo el año con ellas, se morirían. La madre amamanta en verano al hijo que nace durante el año. Pero en cuanto tienen catorce años los mandan por mar a la isla de sus padres, y ésta es la costumbre de las dos islas, como lo oís. Las mujeres no hacen más que criar a sus hijos y recogen las frutas que hay en la isla.

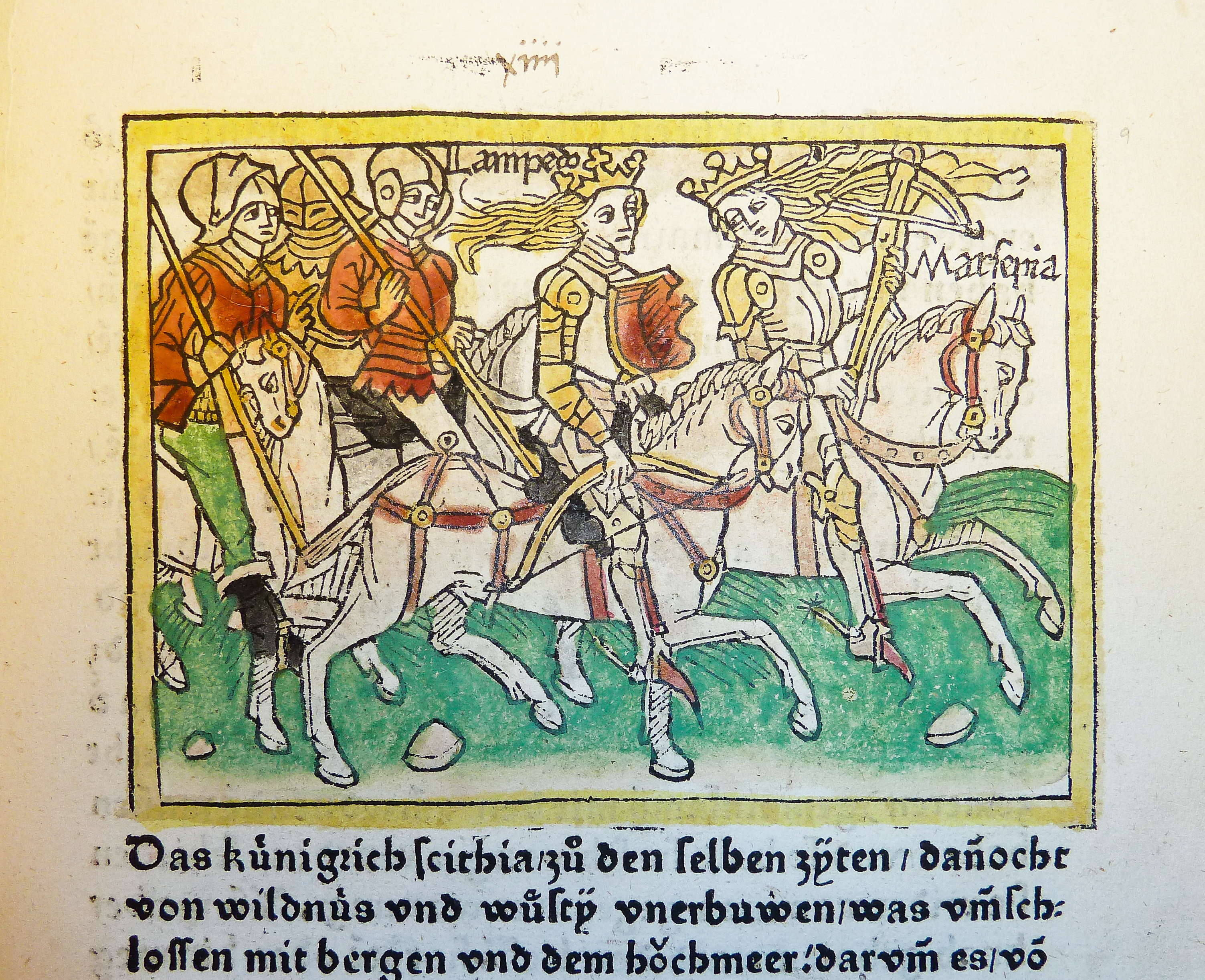
Ilustración de las reinas amazonas Lampedo y Marpesia, de la traducción alemana del De claris mulieribus de Boccaccio

Las amazonas siguieron siendo discutidas por los autores del Renacimiento europeo. Los autores medievales y renacentistas siguieron la opinión de Plinio el viejo al reconocer a las amazonas la invención del hacha de guerra. Esto está probablemente relacionado con el sagaris, un arma parecida a un hacha asociada tanto con las amazonas como con las tribus escitas por los autores griegos (véase también tumba tracia de Aleksandrovo). Paulus Héctor Mair expresa su sorpresa acerca de que tales «armas hombrunas» hubieran sido inventadas por una «tribu de mujeres», pero acepta la atribución por respeto a la autoridad de Juan Aventino.
El escritor renacentista Giovanni Boccaccio dedica dos capítulos de su obra De claris mulieribus ("De las mujeres famosas") (1374) a las reinas amazonas Lampedo y Marpesia.
La continuidad en la imagen de las amazonas desde la Antigüedad hasta el renacimiento puede apreciarse claramente en Las crónicas de Nuremberg, una historia universal publicada en 1493. Su autor compila y sintetiza los distintos relatos mitológicos sobre estas mujeres guerreras: su origen escita, su residencia cerca del río Termodonte, su expansión por Asia y la fundación de Éfeso entre otras ciudades, sus enfrentamientos con héroes griegos, sus relaciones estacionales con los hombres, la selección de hijas mujeres y la incorrecta etimología del latín amazona como "sin pecho".

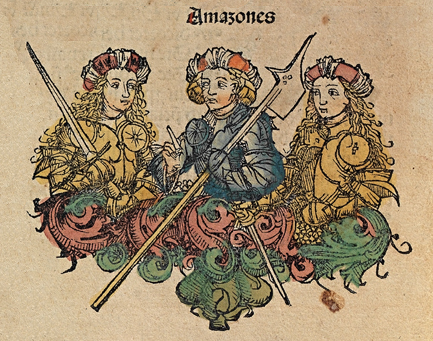
Amazonas en las crónicas de Nuremberg

En el poema épico Orlando furioso de Ariosto (1532) figura un país de mujeres guerreras, gobernado por la reina Orontea. La épica describe un origen muy parecido al del mito griego, en el que las mujeres, abandonadas por una banda de guerreros y amantes infieles, se congregaron para formar un país en el que los hombres fueron severamente reducidos para evitar que retomaran el poder.

## En la colonización de América
Las amazonas fueron un motivo reiterado en las exploraciones de la era de los descubrimientos. A partir de entonces, ya no se supone que habitan en Europa o en Asia, sino en las nuevas tierras descubiertas más allá del océano Atlántico.
Las amazonas son referidas ya en el primer relato europeo sobre América, el diario del primer viaje de Cristóbal Colón. En su entrada del 16 de enero de 1493 escribe, supuestamente en base al testimonio de los pobladores nativos, una versión similar a la descripción de Marco Polo:

Dijéronle los indios que por aquella vía hallaría la isla de Matinino, que diz que era poblada de mujeres sin hombres (...) y que cierto tiempo del año venían los hombres á ellas de la dicha Isla de Carib, que diz que estaba dellas diez ó doce lueguas, y si parían niño enviábanlo a la isla de los hombres, y si niña dejábanla consigo.

El conquistador de México, Hernán Cortés, refirió la siguiente información al rey de España Carlos V en su Cuarta Carta de Relación (1524). Se trata de una nueva versión del mito que ubica a las amazonas en Cihuatán, al noroeste del Valle de México.

Y así mismo me trajo relación de los señores de la provincia de Cihuatán, que se afirma mucho de haber una isla poblada de mujeres, sin varón ninguno, y que en ciertos tiempos van de la tierra firme hombres que con ellas han acceso....y si paren mujeres las guardan; y si hombres, los echan de su compañía, y que esta isla está a diez jornadas de esta provincia de Colima; y que muchos de ellos han ido allá y la han visto. Dícenme así mesmo que es muy rica en perlas y oro; yo trabajaré en teniendo aparejo de saber la verdad y hacer de ello larga relación a Vuestra Majestad....

Cortés no afirma ni refuta la versión, ni tampoco se atreve a decir a escribir que son amazonas aunque su descripción encuadra perfectamente con la mitología. Pero evidentemente estaba interesado en saber más y suponía que su rey compartía la misma sensación, pues según las distintas leyendas, las amazonas tienen cuantiosas riquezas y tesoros.

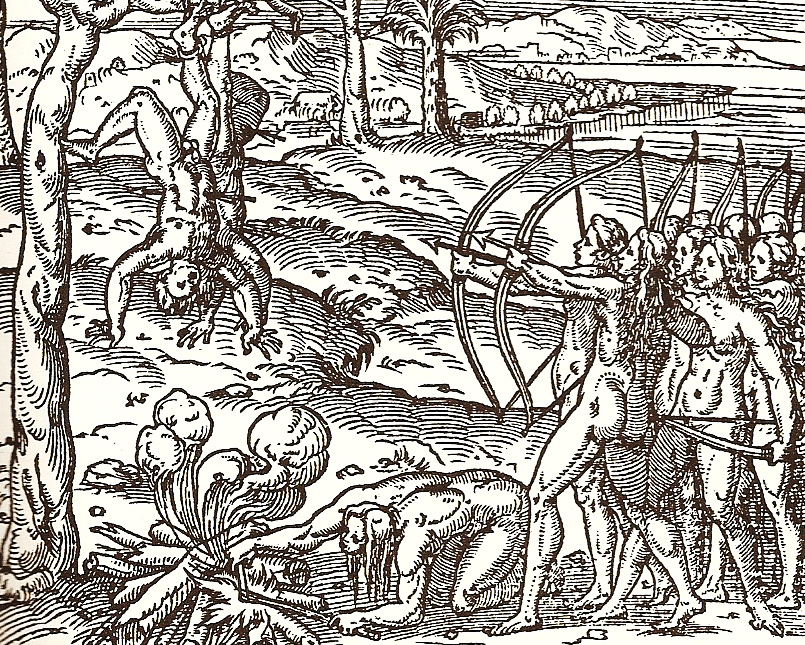
«Como las amazonas tratan a quienes capturan»: Litografía del libro de André Thevet sobre la colonización francesa de Brasil.

Dos décadas después, la expectativa de encontrar las amazonas en el Nuevo Mundo seguía intacta. El sacerdote Gaspar de Carvajal escribió que la expedición del conquistador español Francisco de Orellana por río Marañón en Sudamérica (1542), en la cual formó parte, sufrió el ataque de mujeres guerreras que desde la orilla le disparaban dardos de cerbatanas y flechas. Como consecuencia del impacto de esta versión, el río fue rebautizado Amazonas o río de las Amazonas. De este modo cuenta Carvajal el supuesto encuentro con las legendarias amazonas:

(...) aquí fue una muy gran y peligrosa batalla (...) Quiero que sepan cuál fue la causa por que estos indios se defendían de tal manera. Han de saber que ellos son sujetos y tributarios de las Amazonas, y sabida nuestra venida, les van a pedir socorro y vinieron hasta diez o doce, que éstas vimos nosotros, que andaban peleando delante de todos los indios como capitanas, y peleaban ellas tan animosamente que los indios no osaban volver las espaldas, y al que las volvía delante de nosotros le mataban a palos, y esta es la causa por donde los indios se defendían tanto. Estas mujeres son muy blancas y altas, y tienen muy largo el cabello y entrenzado y revuelto a la cabeza, y son muy membrudas y andan desnudas en cueros tapadas sus vergüenzas, con sus arcos y flechas en las manos, haciendo tanta guerra como diez indios; y en verdad que hubo mujer de éstas que metió un palmo de flecha por uno de los bergantines, y otras que menos, que parecían nuestros bergantines puerco espín.

El conquistador alemán Ulrico Schmidl relata en su libro de viajes sobre la colonización española en la Cuenca del Plata (publicado en 1557) la búsqueda infructuosa del reino de las amazonas, a quienes describe según la antigua tradición griega:

Las mujeres de estos amossenes no tienen más que un pecho y sólo se juntan con sus maridos 3 ó 4 veces en el año, y si de este contacto con el marido quedan preñadas de varón, se lo mandan ellas a que se esté con el marido; más si resulta mujer, la conservan a su lado y ellas no más le queman el pecho derecho, para que no pueda criarse más. Pero la razón es esta, para hacerse diestras y poder manejar sus armas, los arcos; porque son mujeres de pelea y hacen guerra contra sus enemigos.

Las amazonas también figuran en El descubrimiento de la Guyana, relato del caballero y marino inglés Walter Raleigh, donde una vez más se mezclan la tradición antigua y la interpretación de la información dada por los indígenas sobre tierras ricas y fabulosas, y vagas noticias sobre costumbres de festejos e intercambios comerciales:

Inquirí a los más ancianos y a los que más habían viajado entre los indígenas Orenoqueponi, pues yo que conocía todos los ríos entre el Orinoco y el Amazonas me encontraba muy ansioso por conocer la verdad de estas mujeres guerreras, porque algunos creen en ellas y otros no [...] Se tiene antigua memoria de estas mujeres tanto en África como en Asia [...] Su presencia se verifica en muchas historias, en diversas edades y provincias; pero las que están cerca de la Guyana se acompañan de hombres una vez al año, por el lapso de un mes, que por su relato entiendo que será en el mes de abril; y que en esa época todos los reyes de las fronteras y las reinas de las amazonas se reúnen; y después de que las reinas eligieron, el resto arroja suertes para concretar sus amores. Durante este mes festejan, bailan y beben sus vinos en abundancia; y una vez terminada la luna todos parten a sus respectivas provincias. Se dice que son muy crueles y sanguinarias, especialmente con aquellos que invaden sus territorios. Estas amazonas tienen almacenadas muchas láminas de oro, que consiguen a cambio de una suerte de piedras verdes, que los españoles llaman piedras hijadas, y que nosotros usamos para curar males del bazo [...].

Durante la segunda expedición de Juan Vázquez de Coronado a Costa Rica, en 1563, este registró la existencia de una clase guerrera de mujeres entre los pobladores del reino de Coctú, ubicado en la región sureste de Costa Rica, a las que los indígenas huetares llamaban biritecas. Según relató el alcalde mayor, los guerreros de Coctú empleaban como armas unas lanzas de veinte palmos y más, varas, estolicas y rodelas de cuero de danta, y sus mujeres les ayudaban en la guerra dándoles varas y lanzas y tirando piedras: 

...por cuyo respeto las llaman los Güetares y otras naciones biritecas, que es lo propio que amazonas.

## Base histórica

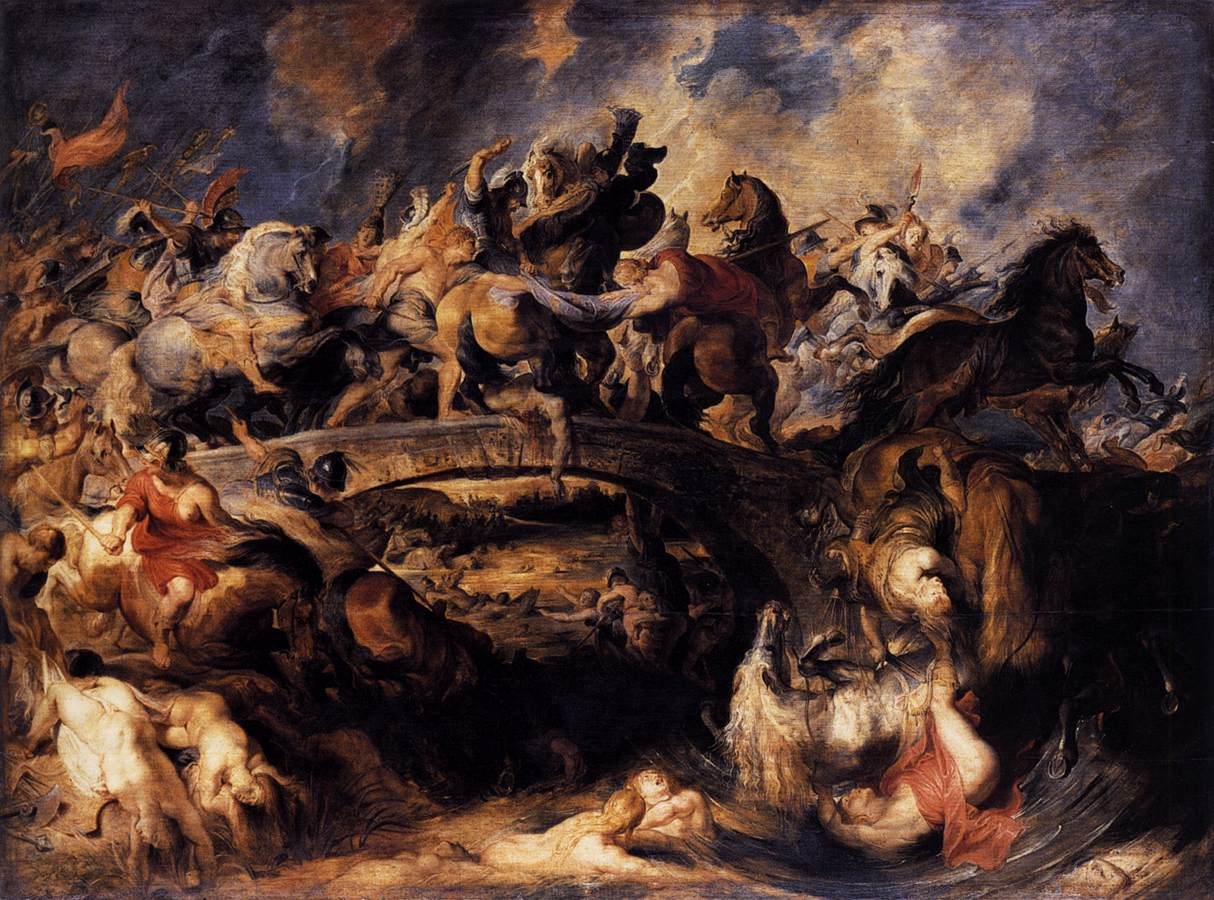
El combate de las amazonas de Rubens, c. 1619 (Alte Pinakothek, Múnich).

El clasicista Peter Walcot hablaba por la mayoría de los mitógrafos cuando escribió: «Dondequiera que los griegos ubicasen a las amazonas, ya fuera en algún lugar del mar Negro en el lejano norte, o en la Libia del distante sur, siempre era allende los confines del mundo civilizado. Las amazonas existen fuera del ámbito de la experiencia humana normal.»
A pesar de todo, hay varias propuestas para un núcleo histórico de las amazonas de la historiografía griega, siendo los candidatos más obvios la Escitia y Sarmacia históricas, en línea con el relato de Heródoto, si bien algunos autores prefieren una comparación con las culturas de Asia Menor o incluso la Creta minoica.
La especulación de que la idea de las amazonas contiene una base real se basa más recientemente en hallazgos arqueológicos de enterramientos, indicativos de la posibilidad de que algunas mujeres sármatas pudieron haber participado en batallas. Estos hallazgos llevaron a los investigadores a sugerir que la leyenda de las amazonas en la mitología griega podría haber sido «inspiradas por guerreras reales», aunque esta opinión sigue siendo minoritaria entre los historiadores clásicos.

### Escitia

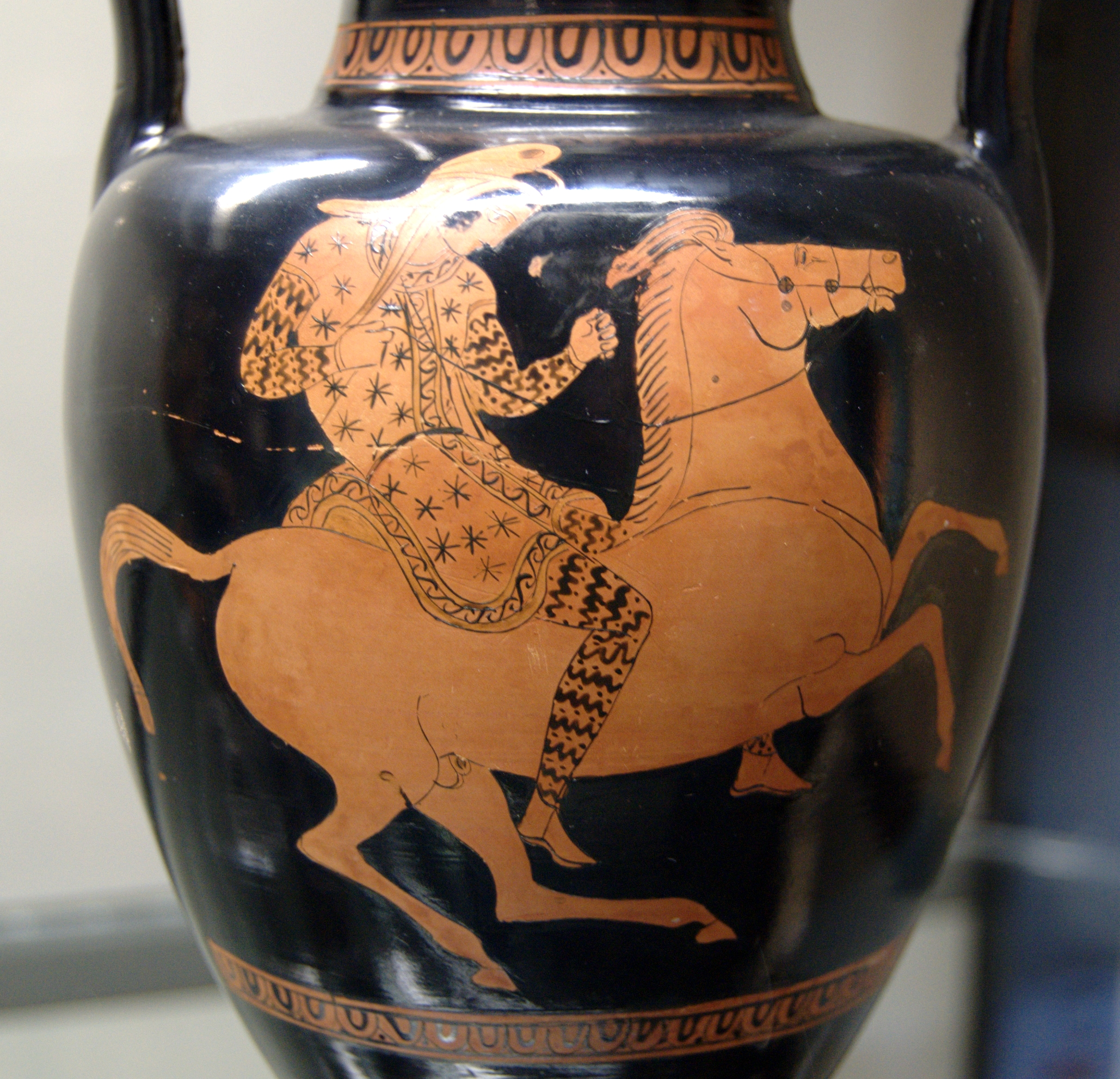
Amazona montada con traje escita, en una vasija ática de figuras rojas, c. 420 a. C.

Las evidencias arqueológicas parecen confirmar la existencia de guerreras dado el papel activo de las mujeres sármatas en las operaciones militares y la vida social. Los enterramientos de mujeres sármatas armadas suponen cerca del 25 % de los enterramientos militares del grupo, y solían ser enterradas con arcos. Con ello, la versión de Heródoto de las costumbres guerreras de las mujeres sármatas tendría algún fundamento real.
La arqueóloga rusa Vera Kovalevskaya señala que cuando los hombres escitas estaban fuera luchando o cazando, las mujeres nómadas tendrían que haber podido defenderse a sí mismas, a su ganado y a los pastos. Durante la época en la que los escitas avanzaron en Asia y lograron la casi hegemonía en el noreste, hubo un periodo de veintiocho años en el que los hombres habrían estado fuera en campaña. Durante este tiempo las mujeres no solo habrían tenido que defenderse, sino reproducirse, y esto bien podría ser el origen de que las amazonas se emparejaban una vez al año con sus vecinos, si Heródoto realmente basó esto en un hecho real. Antes de que la arqueología moderna descubriese algunos de los enterramientos escitas de doncellas guerreras sepultadas bajo kurganos en el macizo de Altái y Sarmacia, dando por fin forma concreta a los relatos griegos de amazonas a caballo, el origen de la historia de las amazonas ha sido objeto de especulación entre investigadores clásicos. En la Encyclopaedia Britannica de 1911 dicha especulación se expresaba así:

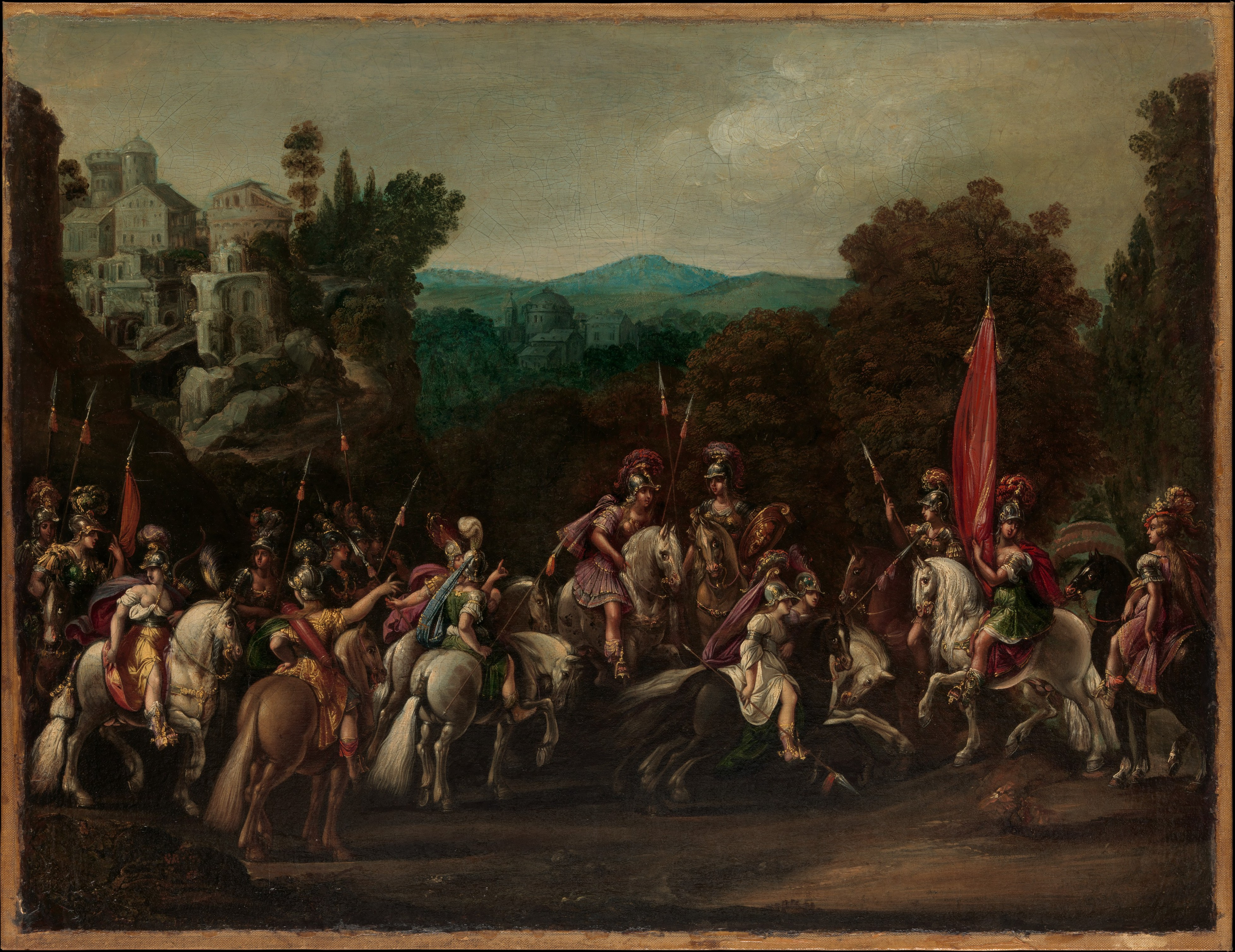
Partida de las amazonas, por Claude Deruet (1620).

Mientras algunos consideran a las amazonas un pueblo puramente mítico, otros les suponen un fundamento histórico. Las deidades a las que prestaban culto eran Ares (que sistemáticamente se les asigna como un dios de la guerra, y como un dios de los tracios y generalmente de origen nórdico) y Artemisa, no la diosa griega normal así llamada, sino la deidad asiática equivalente en algunos aspectos. Se conjetura que las Amazonas eran originalmente las sacerdotisas y sirvientes del templo (hierodulae) de esta diosa, y que la amputación del pecho correspondía con la automutilación del dios Atis y los galos, los sacerdotes romanos de Rea Cibeles. Otra teoría es que, a medida que se extendía el conocimiento de la geografía, los viajeros volvían contando historias de tribus gobernadas únicamente por mujeres que asumían las obligaciones que en los demás lugares se consideraban exclusivas del hombre, a quien se aseguraba los derechos de nobleza y herencia, y que tenía el control supremo de todos los asuntos. De ahí surgió la creencia en las amazonas como una nación de mujeres guerreras, organizada y gobernada totalmente por mujeres. Según J. Vürtheim (De Ajacis origine, 1907), las amazonas eran de origen griego [...] Se ha sugerido que el hecho de que la conquista de las amazonas se atribuya a dos famosos héroes de la mitología griega, Heracles y Teseo [...] demuestra que eran una ilustración mítica de los peligros que acechaban a los griegos en las costas de Asia Menor; quizás más bien puede pensarse que las amazonas representaban el conflicto entre la cultura griega de las colonias del Euxino y el barbarismo de los habitantes nativos.

### Creta minoica
Cuando la arqueología minoica estaba aún en sus inicios surgió una teoría, expuesta en un ensayo sobre las amazonas contribuido por Lewis Richard Farnell y John Myres al libro Anthropology and the Classics de Robert R. Marett, que ubicada sus posibles orígenes en la civilización minoica, prestando atención a las similitudes pasadas por alto entre ambas culturas. De acuerdo con Myres, las costumbres interpretadas gracias a las evidencias proporcionadas por supuestos cultos de amazonas parecen haber sido muy parecidas e incluso pueden haberse originado en la cultura minoica.

## Representaciones antiguas y modernas

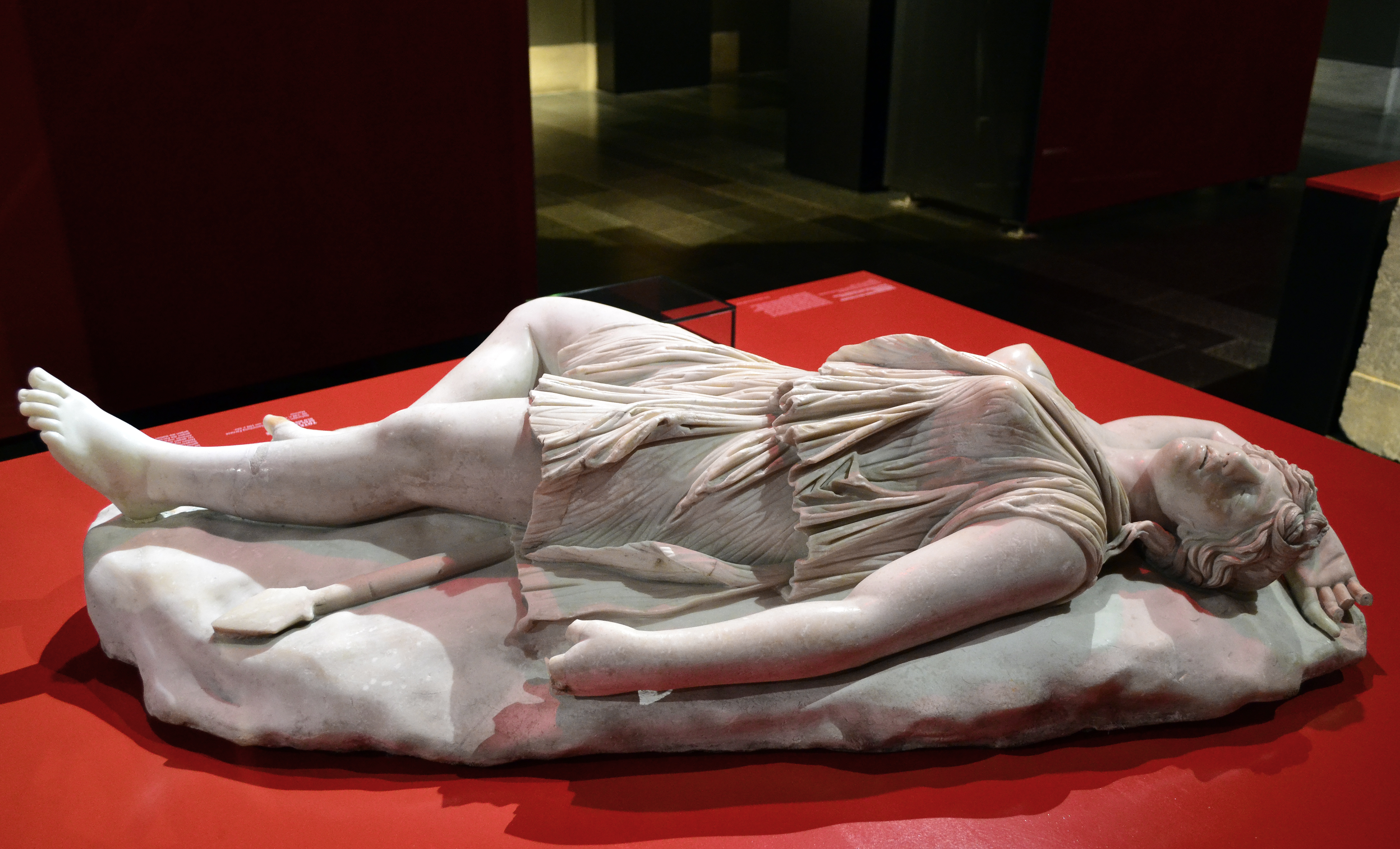
Amazona muerta, Museo Arqueológico Nacional, Nápoles

Se ha advertido que a lo largo de la historia y hasta el siglo XX, las amazonas han sido representadas típicamente en la literatura y las demás artes como un adversario extranjero que amenazaba la masculinidad de los héroes. La figura de una guerrera femenina contradecía el estereotipo de la mujer sometida al hombre y recluida en el hogar. Por consiguiente, una meta clásica de los artistas y los escritores ha sido representarlas en escenas de derrota y humillación como forma de reafirmar la superioridad masculina.
Ya el siglo XX, las amazonas fueron representadas con creciente simpatía. Actualmente, la representación típica de estos personajes es como una comunidad aislada de poderosas y bellas guerreras, teniendo los héroes masculinos el reto de ganarse su respeto para convertirlas en valiosos aliados. El ejemplo moderno más famoso de una amazona es la superheroína Wonder Woman. Las amazonas también aparecen con frecuencia en las series de televisión Xena: la princesa guerrera y Hércules: Los viajes legendarios. También aparecen en animes como Ranma 1/2, donde la poderosa Shampoo es una guerrera de la tribu amazona la cual se enamora del protagonista de la serie.
De igual manera, en el cuarto arco del reconocido manga Sailor Moon, se introducen cuatro personajes descendientes de las guerreras amazonas: el cuarteto amazonas. Tanto poder tenían que se enfrentan en varias oportunidades al grupo de heroínas principal. Al finalizar el arco, se revela que son guardianas Sailors del futuro; que conformarán un nuevo equipo de Scouts, protegiendo a Sailor Chibimoon. Las cuatro protagonizan en el quinto arco uno de los momentos más importantes de todo el manga. 
En la actualidad el movimiento feminista reivindica a las Amazonas como un símbolo de la capacidad de la fortaleza y fuerza de la mujer en la antigua Grecia como también un ejemplo para las mujeres que en la actualidad quieran pertenecer a una rama militar o policial.[cita requerida]
Las amazonas forman parte de la instalación de la artista feminista Judy Chicago, The Dinner Party. Esta es una historia simbólica de la mujer en la civilización occidental que representa a 1.038 mujeres de la historia -39 de ellas están representadas por cubiertos y otras 999 en los nombres que están inscritos en The Heritage Floor sobre el que descansa la mesa. Las amazonas están representadas como individuo simbólico, aunque en el suelo del patrimonio están inscritos los nombres de guerreras amazonas como Hipólita, Lampedo y Pentesilea. El juego de mesa representa a las amazonas como guerreras y  adoradoras de las diosas. La paleta de colores -negro, rojo y blanco- se utiliza tradicionalmente en su representación artística.